# 김헌정
김헌정(金憲政, 1958년 ~)은 2017년 11월 8일에 취임한 제11대 헌법재판소 사무처장이다.

## 생애
1958년 부산광역시에서 태어나 대동고등학교와 서울대학교 법학과를 졸업하고 제26회 사법시험에 합격하였다. 16기 사법연수원을 수료하고 대한민국 검사에 임용되었다.
수원지검 등에서 평검사를 하였으며 서울지검 남부지청 부부장검사, 수원지검 평택지청 부장검사, 법무부 관찰과장, 법무부 보호과장, 서울중앙지검 공판2부장, 서울중앙지검 형사7부장, 대구지검 김천지청장, 울산지검 차장검사, 창원지검 차장검사, 의정부지검 고양지청장을 마지막으로 검찰에서 퇴직하여 법률사무소 정우 대표 변호사를 하였다.
헌법재판소의 재판관회의 의결을 거쳐 2014년 1월 8일에 제8대 헌법재판소 사무차장으로 임명되어 재직하다가 역시 헌법재판소의 재판관회의 의결을 거쳐 2017년 11월 8일에 제11대 헌법재판소 사무처장으로 임명되었다.